# From the Drain
From the Drain és el segon curtmetratge de David Cronenberg, dirigit el 1967.

## Argument
La pel·lícula és centrada en dos homes en una banyera; són veterans d'algun conflicte passat però actualment estan a una institució mental. El primer home té una paranoia amb el desguàs de la banyera, el segon es manté indiferent.

## Repartiment
- Mort Ritts
- Stephen Nosko